# Campodorus elini
Campodorus elini är en stekelart som beskrevs av Jussila 1996. Campodorus elini ingår i släktet Campodorus och familjen brokparasitsteklar. Inga underarter finns listade.